# Quadricalcarifera viridipicta
Quadricalcarifera viridipicta är en fjärilsart som beskrevs av Alfred Ernest Wileman 1910. Quadricalcarifera viridipicta ingår i släktet Quadricalcarifera och familjen tandspinnare. Inga underarter finns listade.